# Morga
Morga és un municipi de la província de Biscaia, País Basc, pertanyent a la comarca de Busturialdea-Urdaibai.